# Klinkertor

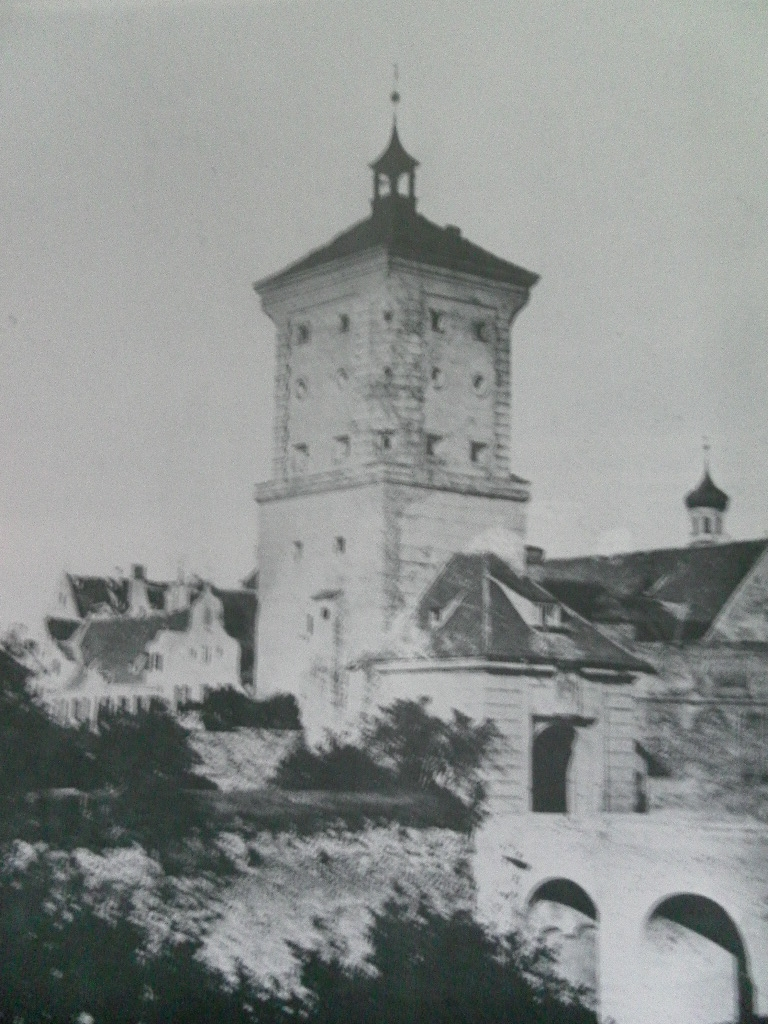
Das Klinkertor ermöglichte den Ausgang der Innenstadt in Richtung Pfersee

Das Klinkertor (ursprünglich Thor hinter Hl. Kreuz) war ein Stadttor der äußeren Stadtumwallung im Nordwesten der Augsburger Innenstadt. Es befand sich an der Stelle der heutigen Volkhartstraße und diente als Stadtausgang in Richtung Pfersee. Es besaß im Verlauf der Geschichte verschiedene Namen, wie zum Beispiel Senderlinstor, Rosenautor oder Schluderertor.
Im Jahre 1358 erstmals urkundlich erwähnt, wurde das Klinkertor 1374 mit einer Schlagbrücke ausgestattet. 1450 wurde die Schlagbrücke durch eine Steinbrücke ersetzt. Wie bei einigen anderen Toranlagen war auch für die Umgestaltung des Klinkertors im Jahre 1608 der Stadtbaumeister Elias Holl verantwortlich. Kaum hundert Jahre später wurde das Klinkertor im Spanischen Erbfolgekrieg zerstört. Nach Wiederaufbau und Erweiterung folgte schließlich im Zuge der Niederlegung der Stadtbefestigung im Jahr 1874 der Abbruch des Klinkertors.